# Anthurium caucanum
Anthurium caucanum är en kallaväxtart som beskrevs av Adolf Engler. Anthurium caucanum ingår i släktet Anthurium och familjen kallaväxter. Inga underarter finns listade.